# IC 4437
IC 4437 је ознака објекта на координатама са ректансцензијом 14h 27m 25,5s и деклинацијом + 41° 29" 14'. Каснијим посматрањима на том положају није уочен никакав астрономски објекат.